# 東白川村
東白川村（ひがししらかわむら）は、岐阜県加茂郡にある村。地理的には県南部の美濃地域に属するものの、県北部の飛騨地域と接しており、東側は長野県境にも近い位置にある。村名は村内を流れる白川に由来する。なお、世界遺産白川郷のある白川村は同じ岐阜県であるが飛騨地方大野郡であり、全く離れた場所にある。

## 概要

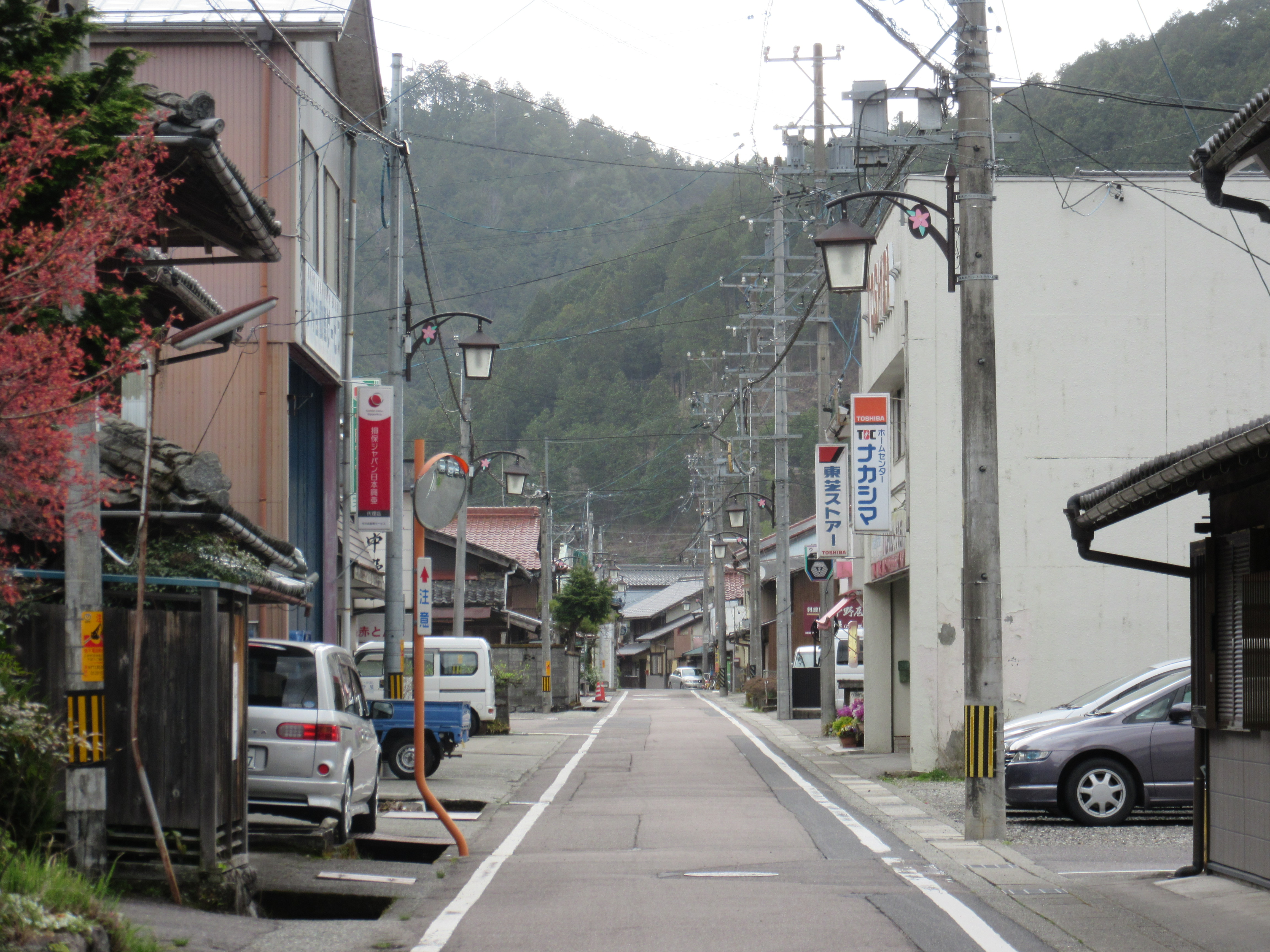
東白川村中心部

慶応4年（1868年）の神仏分離令に始まる廃仏毀釈運動により仏教建造物の多くが徹底的に破壊され、現在まで再建が行われなかったため、日本国で唯一、域内に寺院が存在しない自治体である。

## 地理

### 位置
岐阜県東部、美濃三河高原に位置し加茂郡に属する。

### 地形
標高1,000m前後の山に囲まれ、村域の90%を山林が占める。
村の中央を東から西へ白川が貫流しており、白川とその支流沿いに集落が分布している。

#### 山地
主な山
- 尾城山
- 寒陽気山
- 捨薙山
- 新巣山
- 手掛岩山
- 熊穴台
- 無反山

#### 河川

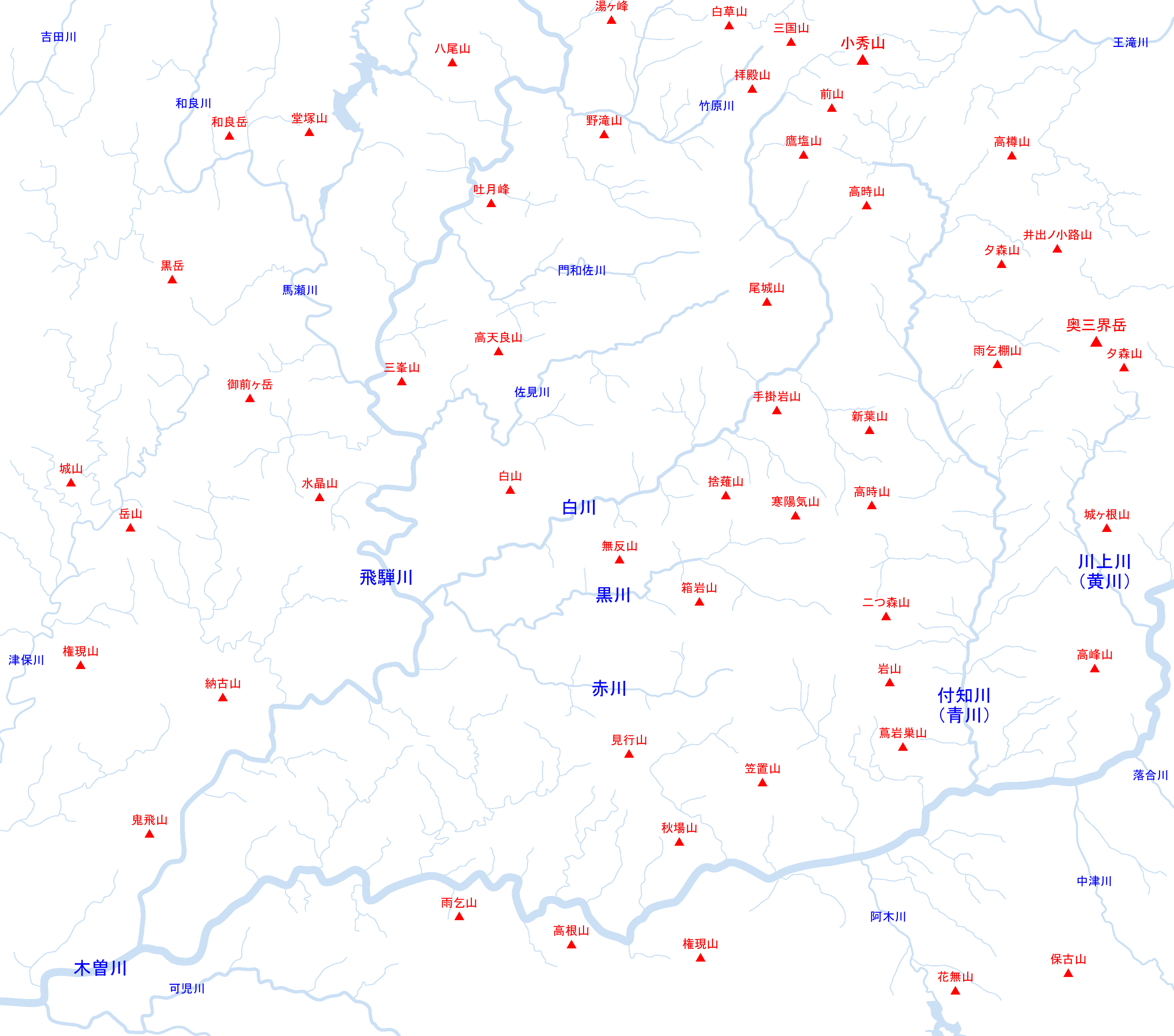
東濃五色川とその周辺の地理

主な川
- 白川

### 人口
| |                                          |  |
| 東白川村と全国の年齢別人口分布（2005年） | 東白川村の年齢・男女別人口分布（2005年） |  |
| ■紫色 ― 東白川村 ■緑色 ― 日本全国 | ■青色 ― 男性 ■赤色 ― 女性                |  |
| 東白川村（に相当する地域）の人口の推移 \| 1970年（昭和45年） \| 4,080人 \| \| \| 1975年（昭和50年） \| 3,837人 \| \| \| 1980年（昭和55年） \| 3,578人 \| \| \| 1985年（昭和60年） \| 3,422人 \| \| \| 1990年（平成2年） \| 3,323人 \| \| \| 1995年（平成7年） \| 3,196人 \| \| \| 2000年（平成12年） \| 2,980人 \| \| \| 2005年（平成17年） \| 2,854人 \| \| \| 2010年（平成22年） \| 2,514人 \| \| \| 2015年（平成27年） \| 2,261人 \| \| \| 2020年（令和2年） \| 2,016人 \| \| |                                          |  |
| 総務省統計局 国勢調査より |                                          |  |
| 1970年（昭和45年） | 4,080人                                  |  |
| 1975年（昭和50年） | 3,837人                                  |  |
| 1980年（昭和55年） | 3,578人                                  |  |
| 1985年（昭和60年） | 3,422人                                  |  |
| 1990年（平成2年） | 3,323人                                  |  |
| 1995年（平成7年） | 3,196人                                  |  |
| 2000年（平成12年） | 2,980人                                  |  |
| 2005年（平成17年） | 2,854人                                  |  |
| 2010年（平成22年） | 2,514人                                  |  |
| 2015年（平成27年） | 2,261人                                  |  |
| 2020年（令和2年） | 2,016人                                  |  |

### 隣接自治体
岐阜県
- 中津川市
- 加茂郡白川町

### 地名
- 越原　（おっぱら）
- 神土　（かんど）
- 五加　（ごか）

## 歴史

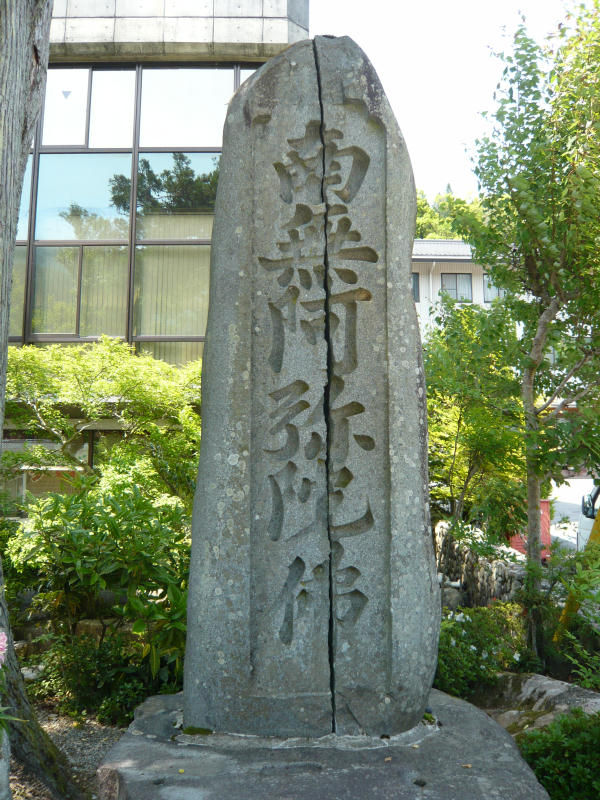
村役場脇にある「四つ割りの南無阿弥陀仏碑」。廃仏毀釈時に4つに割られて庭石などにされたのち、廃仏毀釈後に破片を集め修復されたもの。中央に割った時の跡が残る

### 近世
- 平安時代は、大部分が蘇原荘に属したとみられる。
- 時期は不明であるが、蘇原荘は恵那郡の苗木遠山氏の領地となる。

- 江戸時代は苗木遠山氏の苗木藩領。

### 近代
- 1870年（明治3年）苗木藩が実行した廃仏毀釈により神土村の常楽寺と大沢村の蟠龍寺が廃される。
- 1874年（明治7年）8月 - 柏本村、宮代村、久須見村、大沢村及び下野村が合併して、五加村が発足する。

### 沿革
- 1889年（明治22年）7月1日 町村制の施行により、神土村、越原村及び五加村の区域もって、東白川村が発足する。

以降、合併や分割は一度も行われていない。

### 変遷表
| 明治元年        | 明治7年 8月              | 明治12年 3月18日 郡区町村 編制法施行 | 明治22年 7月1日 町村制施行 | 現在            |
| --------------- | ------------------------ | ------------------------------------ | -------------------------- | --------------- |
| 加茂郡 柏本村   | 明治7年8月 加茂郡 五加村 | 加茂郡 五加村                        | 加茂郡 東白川村            | 加茂郡 東白川村 |
| 加茂郡 宮代村   | 明治7年8月 加茂郡 五加村 | 加茂郡 五加村                        | 加茂郡 東白川村            | 加茂郡 東白川村 |
| 加茂郡 大沢村   | 明治7年8月 加茂郡 五加村 | 加茂郡 五加村                        | 加茂郡 東白川村            | 加茂郡 東白川村 |
| 加茂郡 下野村   | 明治7年8月 加茂郡 五加村 | 加茂郡 五加村                        | 加茂郡 東白川村            | 加茂郡 東白川村 |
| 加茂郡 久須見村 | 明治7年8月 加茂郡 五加村 | 加茂郡 五加村                        | 加茂郡 東白川村            | 加茂郡 東白川村 |
| 加茂郡 神土村   | 加茂郡 神土村            | 加茂郡 神土村                        | 加茂郡 東白川村            | 加茂郡 東白川村 |
| 加茂郡 越原村   | 加茂郡 越原村            | 加茂郡 越原村                        | 加茂郡 東白川村            | 加茂郡 東白川村 |

## 政治

### 行政

#### 村長
- 今井俊郎 (2014年4月23日就任、3期目)

#### 役場
- 東白川村役場

### 議会

#### 村議会
- 定数:7名
- 任期:2026年4月22日

## 施設

### 警察
- 岐阜県警察 加茂警察署
  - 東白川駐在所

### 消防
- 可茂消防事務組合東消防署
  - 東白川分遣所

消防団
- 東白川村消防団

### その他の公共施設
- はなのき会館・はなのき会館別館
- 東白川村平和祈念館
- 東白川村国保診療所

## 対外関係

### 姉妹都市・提携都市
東白川村には2020年現在､姉妹都市・提携都市は存在しない。

#### 国内
その他
- 日本で最も美しい村連合
美しい村づくり、ロゴマークの活用、サポーター会員制度、イベントの開催、広報活動を行っている地方自治体や地域の連合体に参加している。

## 情報・通信

### マスメディア・防災無線

#### 放送局
テレビ放送
- 東白川CATV

市町村防災行政無線に関しては、岐阜県内で長らく唯一の未整備自治体(IP告知通信)であるが、美濃市が設備老朽化を理由に令和8年度に設備を廃止するため、唯一の自治体ではなくなった。

## 教育

### 中学校
村立
- 東白川村立東白川中学校

### 小学校
村立
- 東白川村立東白川小学校

## 交通

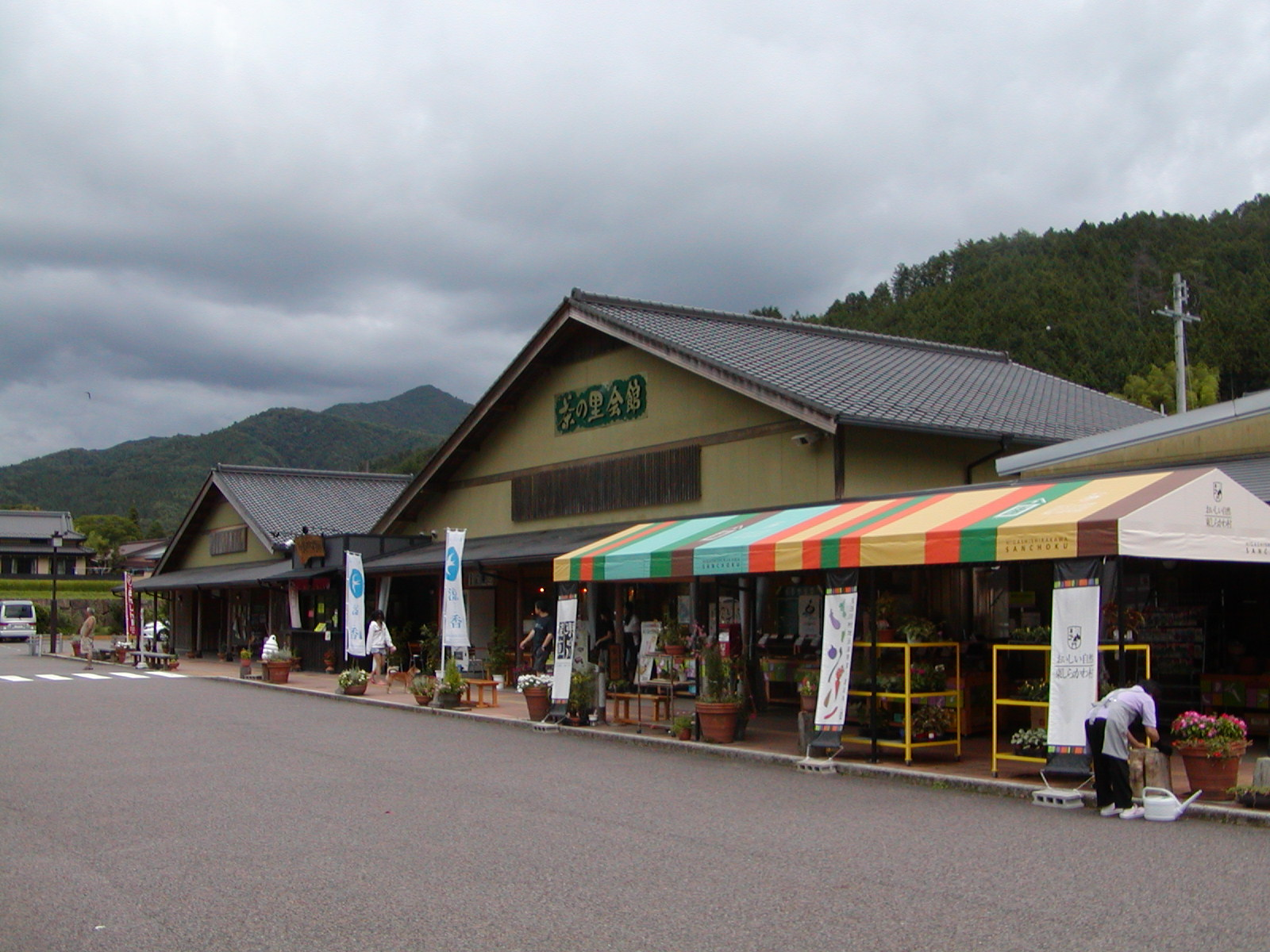
道の駅茶の里 東白川

### 鉄道
村内を通る鉄道路線は無い。最寄りは、JR東海高山本線白川口駅。

### 路線バス
- 濃飛バス - 隣の白川町（白川口駅）との間に白川東白川線を運行しており、村外と村内を結ぶ唯一の公共交通となっている。
  - 白川口駅 - 白川町役場 - クオーレの里 - 東白川診療所 - つちのこ館 - 東白川村役場 - 道の駅茶の里 東白川 - 越原消防センター

### 道路

#### 国道
- 国道256号

#### 県道
主要地方道
- 岐阜県道62号下呂白川線
- 岐阜県道72号恵那蛭川東白川線

一般県道
- 岐阜県道359号越原付知線

#### 農道
- 美濃東部広域農道

### 道の駅
- 茶の里 東白川

## 観光

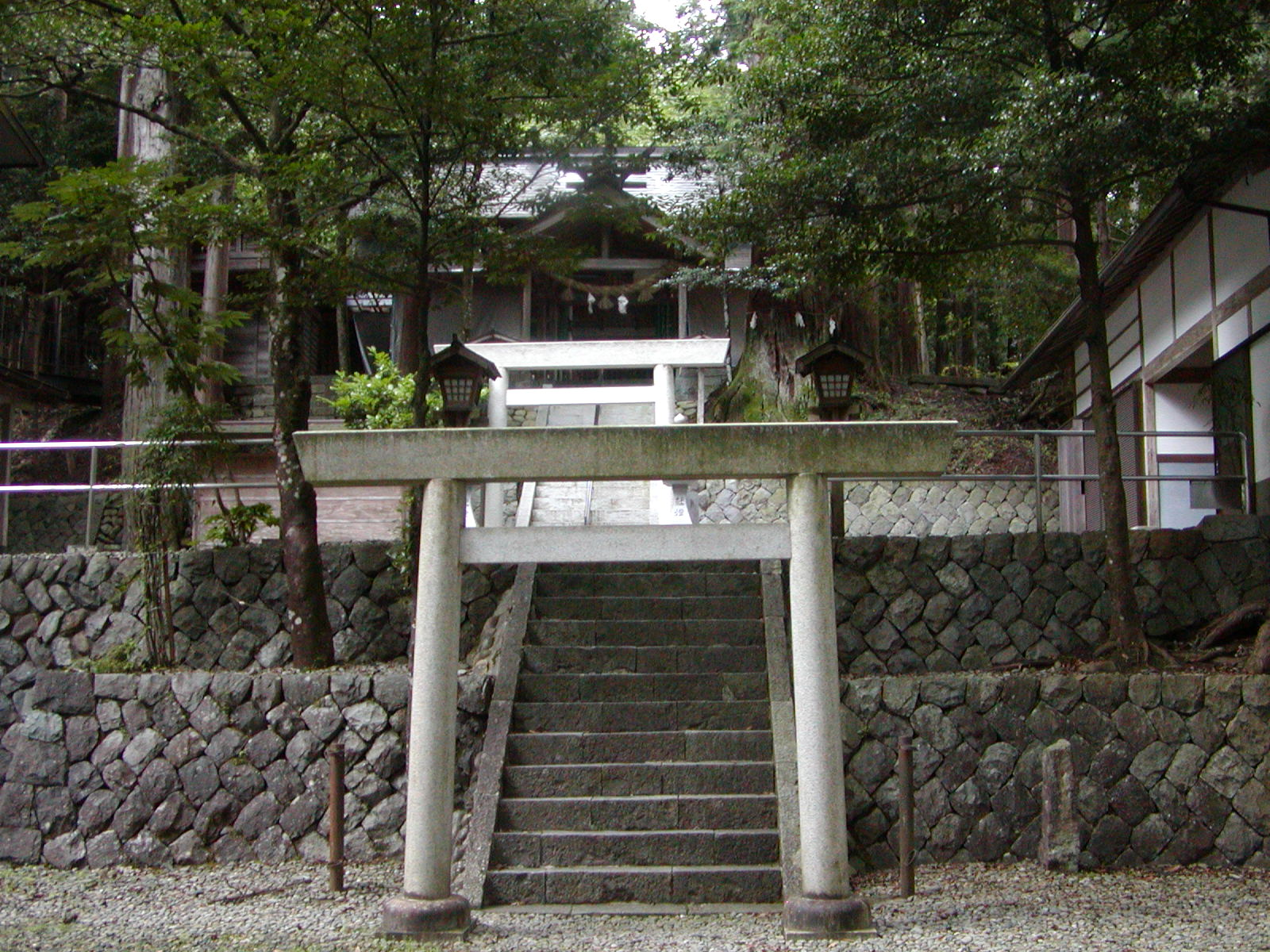
神田神社

### 名所・旧跡
- 神田神社

### 観光スポット
- こもれびの里
- つちのこ館（つちのこ資料館）

## 文化・名物

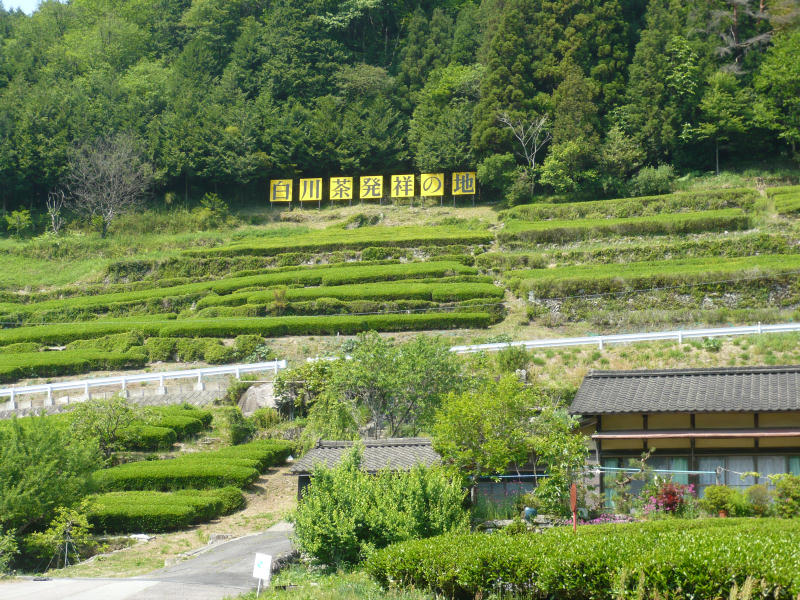
東白川村五加地区の茶畑。同地区は白川茶発祥の地である

### 名産・特産
- ひがし白川茶 (東白川村は白川茶発祥の地)
- 東濃ひのき

## 出身関連著名人
- 青山景通（国学者）
- 越原はる（教育者）
- 藤掛廣幸（作曲者・指揮者・シンセサイザー演奏家）